# Scottish Cup 1897-98
Scottish Football Association Challenge Cup 1897–98 var den 25. udgave af Scottish Football Association Challenge Cup, nu til dags bedre kendt som Scottish Cup. Første runde blev spillet den 8. januar 1898, og turneringen blev afsluttet den 26. marts 1898, hvor Rangers FC vandt finalen over Second Division-holdet Kilmarnock FC med 2-0. Sejren var Rangers FC's tredje i turneringens historie.

## Resultater

### Rangers FC's vej til sejren
| Runde        | Dato  | Kamp                                          | Res.  |
| ------------ | ----- | --------------------------------------------- | ----- |
| Første runde | 8.1.  | Rangers FC – Polton Vale FC                   | 8–0   |
| Anden runde  | 22.1. | Rangers FC – Cartvale FC                      | 12–00 |
| Kvartfinale  | 5.2.  | Queen's Park FC – Rangers FC                  | 1–3   |
| Semifinale   | 19.2. | Rangers FC – Third Lanark Rifle Volunteers FC | 1–1   |
| Semifinale   | 26.2. | Third Lanark Rifle Volunteers FC – Rangers FC | 2–2   |
| Semifinale   | 12.3. | Third Lanark Rifle Volunteers FC – Rangers FC | 0–2   |
| Finale       | 26.3. | Rangers FC – Kilmarnock FC                    | 2–0   |

### Første runde
| Dato    | Kamp                                             | Res. |
| ------- | ------------------------------------------------ | ---- |
| 8.1.    | Abercorn FC – Hibernian FC                       | 1–1  |
| 8.1.    | Arthurlie FC – Celtic FC                         | 0–7  |
| 8.1.    | Ayr Parkhouse FC – Kilmarnock Athletic FC        | 2–1  |
| 8.1.    | Bathgate FC – Cartvale FC                        | 2–4  |
| 8.1.    | Bo'ness FC – Queen's Park FC                     | 0–6  |
| 8.1.    | Clyde F.C. – Third Lanark Rifle Volunteers FC    | 1–3  |
| 8.1.    | Dumfries Hibernian FC – St. Mirren FC            | 2–7  |
| 8.1.    | Dundee FC – Partick Thistle FC                   | 2–1  |
| 8.1.    | Dundee Wanderers FC – Orion FC                   | 3–2  |
| 8.1.    | Kilmarnock FC – 6th Galloway Rifle Volunteers FC | 5–1  |
| 8.1.    | Leith Athletic FC – Port Glasgow Athletic FC     | 2–0  |
| 8.1.    | Lochee United FC – Heart of Midlothian FC        | 0–8  |
| 8.1.    | Morton FC – Motherwell FC                        | 7–1  |
| 8.1.    | Raith Rovers FC – East Stirlingshire FC          | 2–4  |
| 8.1.    | Rangers FC – Polton Vale FC                      | 8–0  |
| 8.1.    | St. Bernard's FC – Dumbarton FC                  | 1–1  |
| Omkampe |                                                  |      |
| 15.1.   | Dumbarton FC – St. Bernard's FC                  | 1–3  |
| 15.1.   | Hibernian FC – Abercorn FC                       | 7–1  |

### Anden runde
Seksten hold spillede om otte pladser i kvartfinalerne.
| Dato  | Kamp                                         | Res.  |
| ----- | -------------------------------------------- | ----- |
| 22.1. | Dundee FC – St. Mirren FC                    | 2–0   |
| 22.1. | Dundee Wanderers FC – Ayr Parkhouse FC       | 3–6   |
| 22.1. | Heart of Midlothian FC – Morton FC           | 4–1   |
| 22.1. | Hibernian FC – East Stirlingshire FC         | 3–1   |
| 22.1. | Kilmarnock FC – Leith Athletic FC            | 9–2   |
| 22.1. | Rangers FC – Cartvale FC                     | 12–00 |
| 22.1. | St. Bernard's FC – Queen's Park FC           | 0–5   |
| 22.1. | Third Lanark Rifle Volunteers FC – Celtic FC | 3–2   |

### Kvartfinaler
I kvartfinalerne spillede de otte vindere fra ottendedelsfinalerne om fire pladser i semifinalerne.
| Dato | Kamp                                            | Res. |
| ---- | ----------------------------------------------- | ---- |
| 5.2. | Ayr Parkhouse FC – Kilmarnock FC                | 2–7  |
| 5.2. | Dundee FC – Heart of Midlothian FC              | 3–0  |
| 5.2. | Queen's Park FC – Rangers FC                    | 1–3  |
| 5.2. | Third Lanark Rifle Volunteers FC – Hibernian FC | 2–0  |

### Semifinaler
| Dato         | Kamp                                          | Res. | Spillested             |
| ------------ | --------------------------------------------- | ---- | ---------------------- |
| 19.2.        | Kilmarnock FC – Dundee FC                     | 3–2  | Rugby Park, Kilmarnock |
| 19.2.        | Rangers FC – Third Lanark Rifle Volunteers FC | 1–1  | Ibrox Park, Glasgow    |
| Omkamp       |                                               |      |                        |
| 26.2.        | Third Lanark Rifle Volunteers FC – Rangers FC | 2–2  | Cathkin Park, Glasgow  |
| Anden omkamp |                                               |      |                        |
| 12.3.        | Third Lanark Rifle Volunteers FC – Rangers FC | 0–2  | Cathkin Park, Glasgow  |

### Finale
| Dato  | Kamp                       | Res. | Tilskuere | Spillested                |
| ----- | -------------------------- | ---- | --------- | ------------------------- |
| 26.3. | Rangers FC – Kilmarnock FC | 2–0  | 14.000    | 2nd Hampden Park, Glasgow |